# Knopige ooievaarsbek
Knopige ooievaarsbek (Geranium nodosum) is een plant uit de ooievaarsbekfamilie (Geraniaceae). Het is een overblijvende plant.

## Determinatie
De plant wordt 20–50 cm hoog en heeft een slanke wortelstok. De glanzende, rechtopstaande of opgaande, dun behaarde stengel is op de knopen sterk opgezwollen. De 5–12 cm grote, donkergroene bladeren zijn handdelig met 3–5 lobben en hebben een fijn gekartelde rand.
Knopige ooievaarsbek bloeit vanaf mei tot in augustus met roze of lila, 2–3 cm grote bloemen, waarvan de nerven donkerder zijn. De uitgerande kroonbladen zijn 1,3–1,8 cm lang. De 9 mm lange en 3 mm brede kelkbladen en hebben een 1–2 mm lange naald. De fijn behaarde vruchtbladen hebben bovenaan een dwarse rimpel. Er zijn vijf honingklieren die tegenover de kelkbladen staan. De helmknoppen zijn blauw. 
Deze, 's winters bovengronds afstervende ooievaarsbek, heeft een slanke wortelstok en is goed herkenbaar binnen de in Nederland overblijvende Geraniumsoorten door de 3–5-lobbige, glanzende bladeren, de grote bleek violette bloemen met donkere aderen en de knokig verdikte vertakkingen waaraan ze haar naam dankt. Verder valt de plant op doordat er helemaal geen klierharen aanwezig zijn en de, op de stengel en bloeiwijze, aanwezige beharing uitsluitend bestaat uit korte, neerwaarts aangedrukte, gewone haren.
Bloemformule:
- K 5, C 5, A 5+5, G 5

De vrucht is een vijfkluizige kluisvrucht met snavel.
Het aantal chromosomen is 2n = 28.

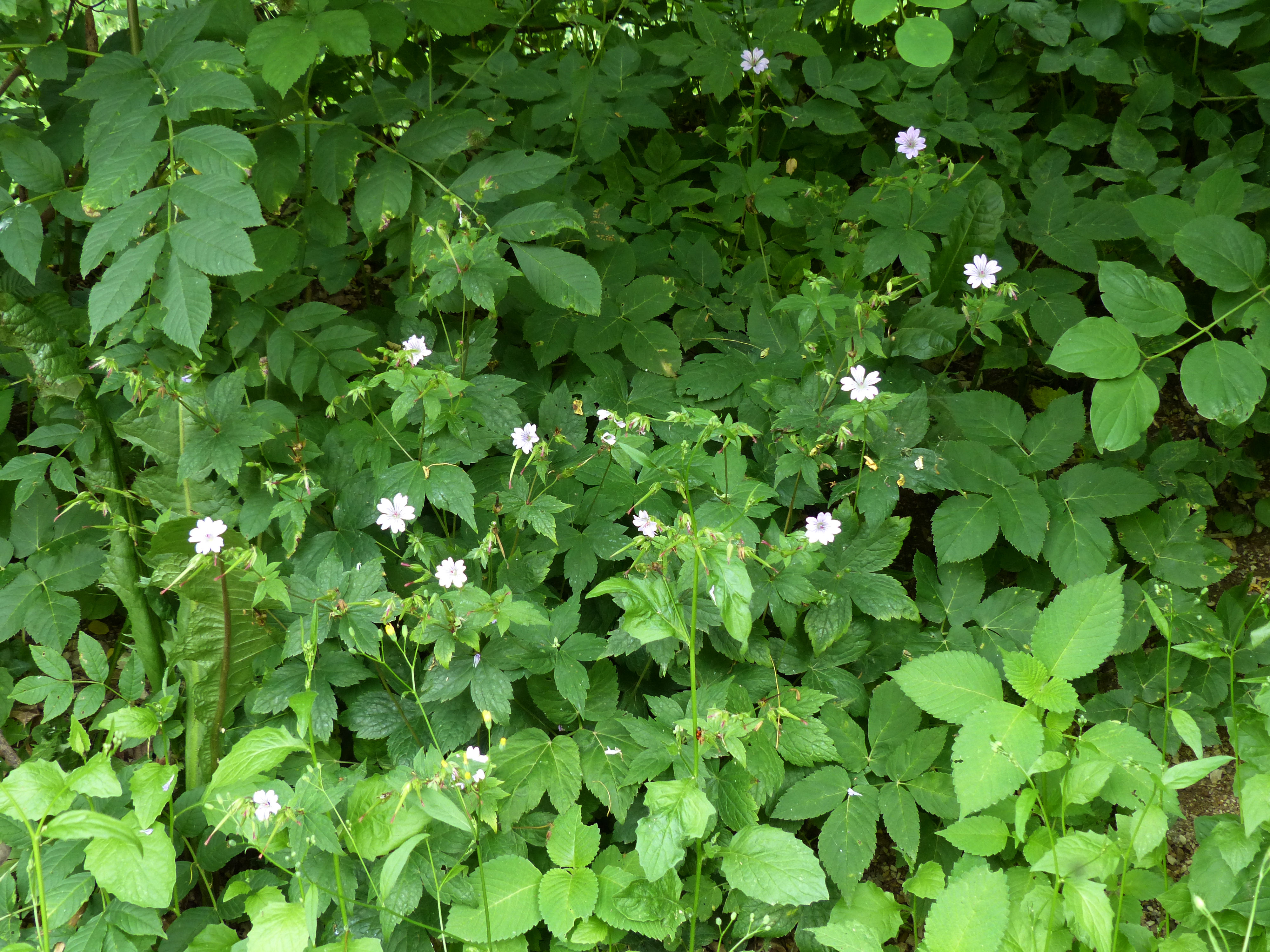
Planten
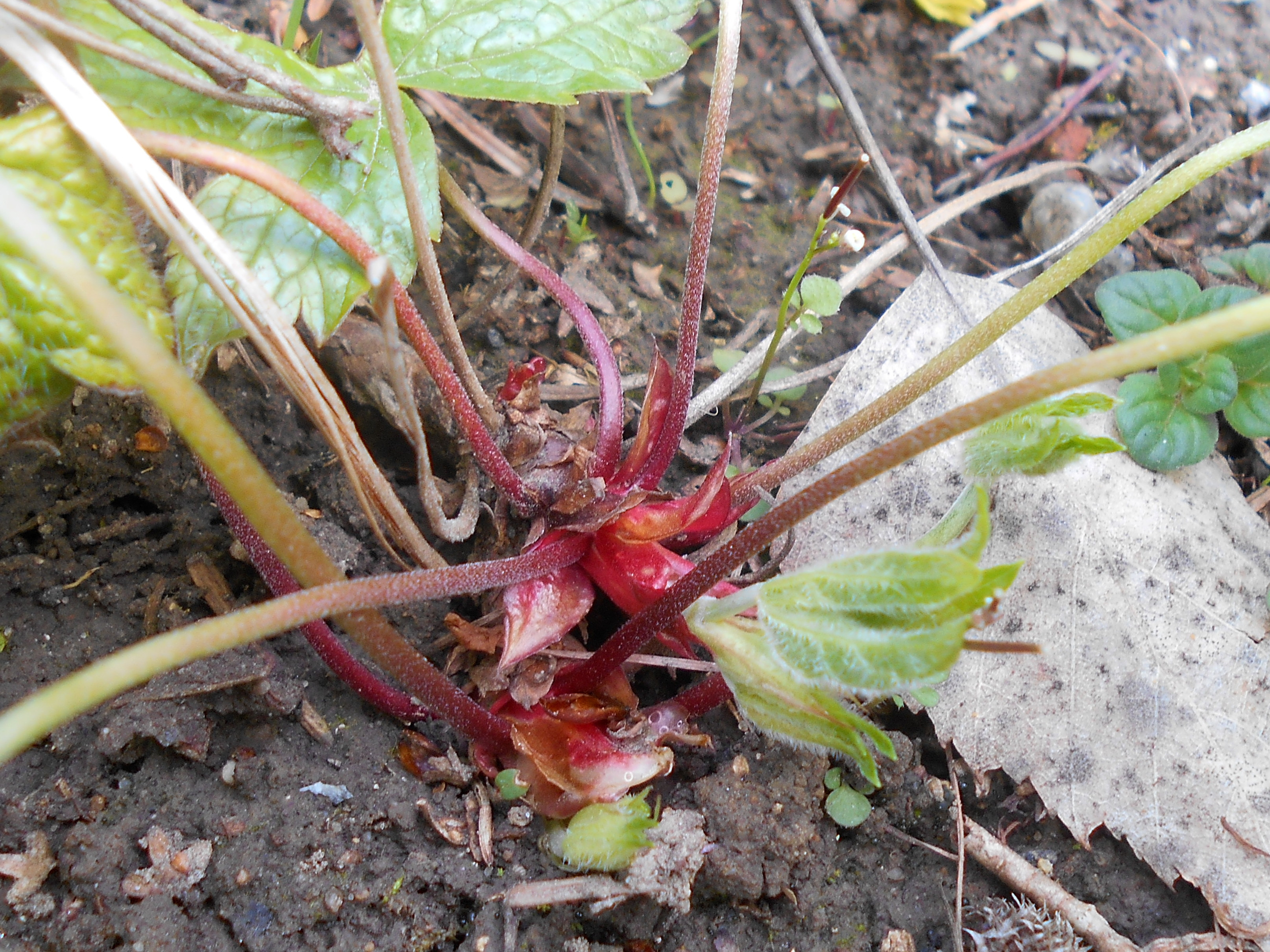
Wortelstok
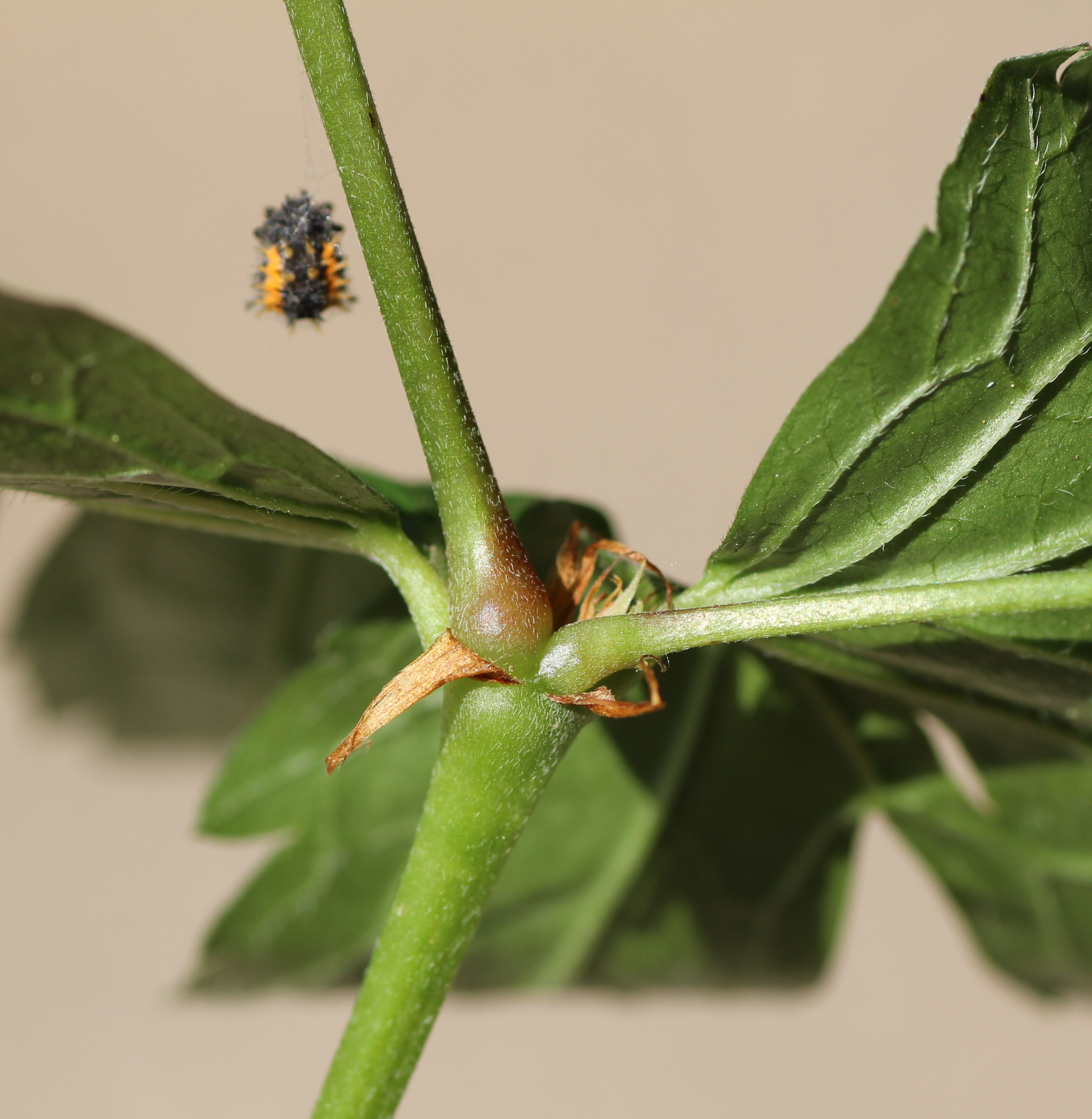
Stengel
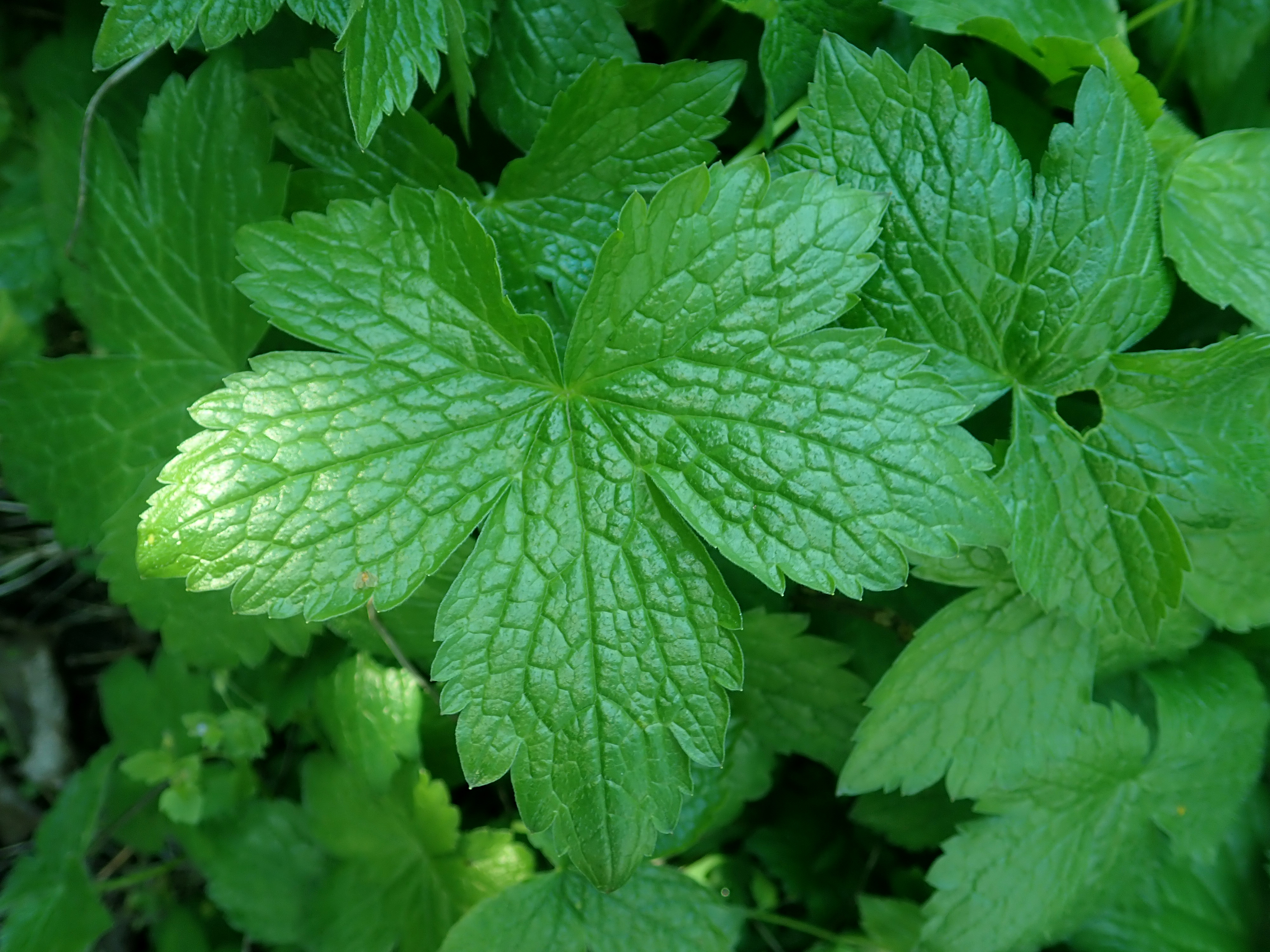
Blad
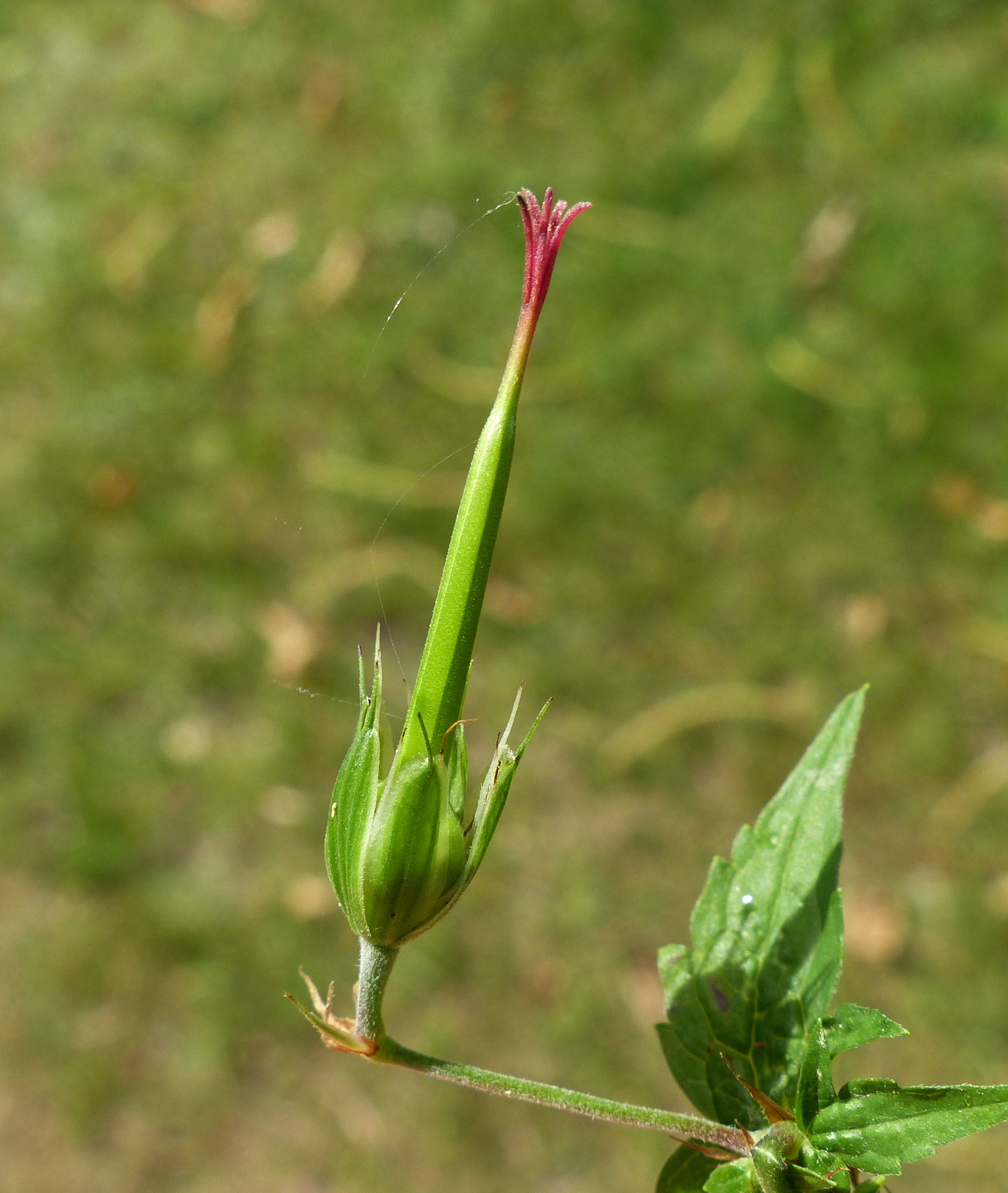
Snavel
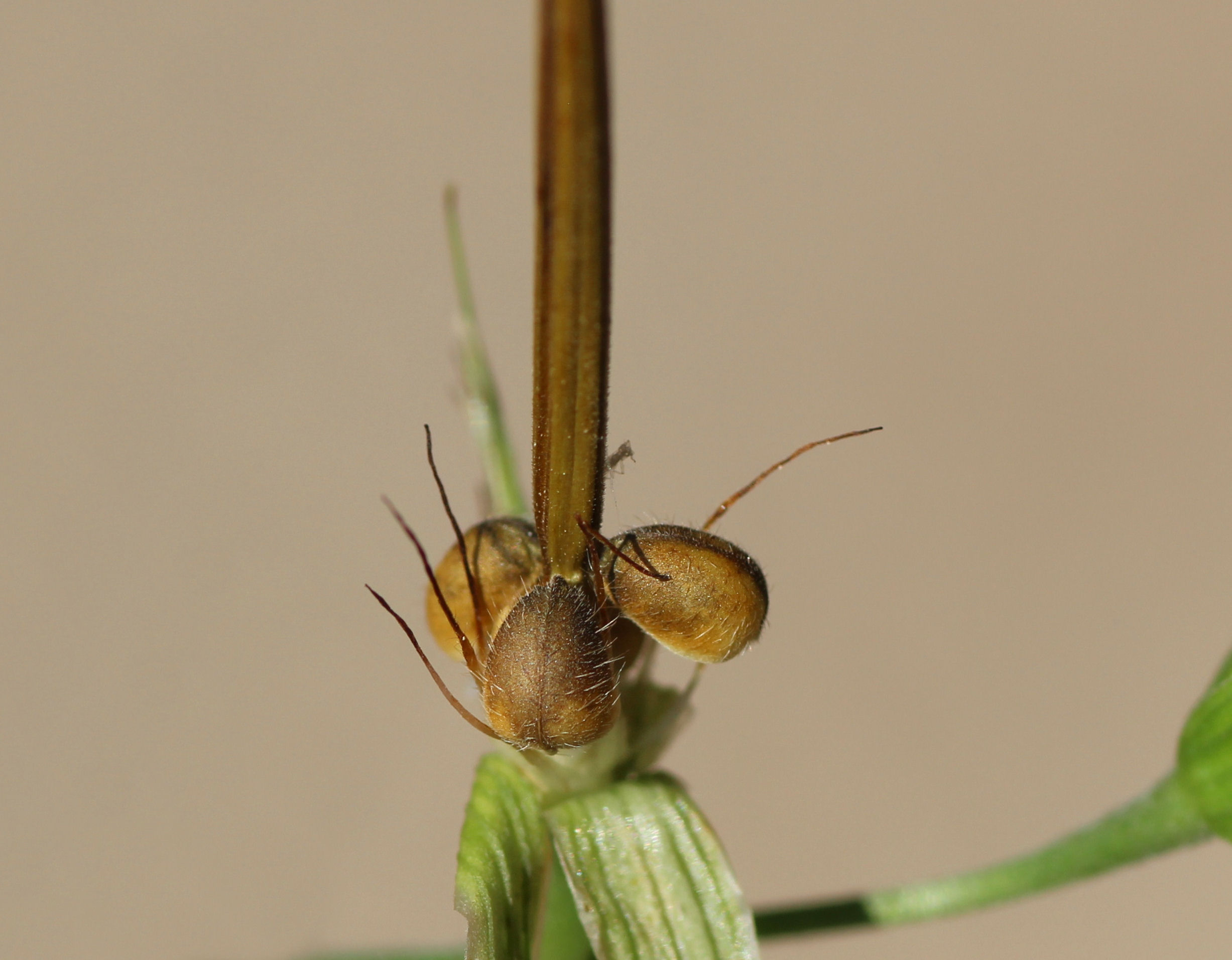
Vrucht met deelvruchten en snavel

## Ecologie
Knopige ooievaarsbek staat op iets zonnige tot beschaduwde, droge tot vochtige, goed doorlatende en matig voedselrijke, kalkrijke grond. Deze overblijvende plant groeit in het gebied van herkomst in loofbossen, boszomen en in bergweiden. Secundair in heggen en oude parken, in bermen en het stedelijke gebied. 

## Verspreiding
Ze stamt oorspronkelijk uit de bergstreken van Zuidoost-, Zuid- en Centraal-Europa en is ingeburgerd in Wallonië en Nederland, waar zij als sierplant wordt gebruikt.